# Roedel

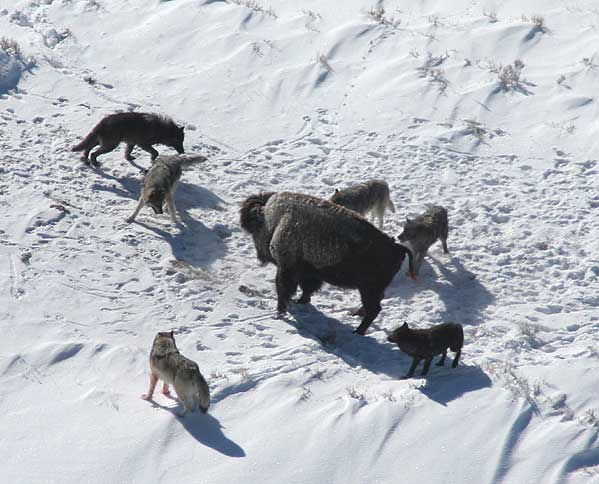
Roedel wolven rond een Amerikaanse bizon

Roedel is het begrip dat een groep wolven, herten of ook gemzen aanduidt waar een sterke hiërarchie heerst.
Ieder lid van de roedel weet zijn plaats in de hiërarchie. De positie in de roedel bepaalt wat zijn of haar rol is in elke groepsactiviteit, maar ook waar en wanneer het dier slaapt, eet, jaagt of vlucht.
Bij roofdieren (hondachtigen) wordt de roedel geleid door de zogenaamde alfareu (het meest dominante mannetje) en de alfateef (het meest dominante vrouwtje). Bij overlijden van een van de twee dieren van zo'n koppel kiest de overblijver een nieuwe partner of neemt het tweede stel in de rangorde van de roedel de positie over. In de roedel hebben vaak enkel de alfadieren het recht om zich voort te planten. De overige leden zijn meestal nakomelingen van het alfapaar, maar dit is geen vaststaande regel en is ook afhankelijk van de voedselsituatie.
Bij sommige hertachtigen waar de term roedel ook gebruikt wordt, staat het meest dominante mannetje aan het hoofd. Deze bevecht van tijd tot tijd de positie met een ander mannetje dat van buitenaf komend en meestal levend in een kleine groep jongere mannetjes de leider uitdaagt. De nakomelingen zijn hier meestal verwekt door de leider van de roedel.
Een roedel bestaat uit 5 tot 20 dieren, afhankelijk van het leefgebied en de voedselsituatie. Als die veranderen kan een roedel zich splitsen.